# Hedera maderensis
Hedera maderensis är en araliaväxtart som beskrevs av Karl Koch och A.Rutherf. Hedera maderensis ingår i släktet Hedera och familjen Araliaceae. Inga underarter finns listade.